# 吴克恭
吴克恭（？—？），字寅夫，毗陵（现江苏常州）人。生卒年均不详，好读书，好為诗古文。诗风古樸憩淡。至正中期，因逆亂伏誅。著有《寅夫集》，收入《元诗选》。